# Богдан-Ігор Антонич (монета)
«Богда́н-І́гор Анто́нич» — ювілейна монета номіналом 2 гривні, випущена Національним банком України. Присвячена поетові-романтику, поетові-мислителю, який збагатив українську літературу філософською лірикою, релігійними, космічними мотивами. Поезія Богдана-Ігоря Антонича відіграла важливу роль у розвитку українського літературного модернізму.
Монету введено в обіг 28 жовтня 2009 року. Вона належить до серії «Видатні особистості України».

## Опис та характеристики монети
| Номінал грн. | Метал      | Маса, грам | Діаметр, мм. | Якість виготовлення       | Гурт     | Тираж, штук |
| ------------ | ---------- | ---------- | ------------ | ------------------------- | -------- | ----------- |
| 2            | нейзильбер | 12,8       | 31           | спеціальний анциркулейтед | рифлений | 35 000      |

### Аверс
На аверсі монети розміщено: угорі малий Державний Герб України, ліворуч півколом напис — «НАЦІОНАЛЬНИЙ БАНК УКРАЇНИ», рік карбування монети — «2009» (унизу), у центрі — номінал «2/ГРИВНІ», праворуч і ліворуч від якого по діагоналі — композиція, що стилізовано відображає образне трактування поезії Антонича (космічна — праворуч, рослинна — ліворуч), та логотип Монетного двору Національного банку України.

### Реверс
На реверсі монети зображено портрет Богдана-Ігоря Антонича на тлі рослинного мотиву, праворуч — роки життя «1909/1937», унизу півколом напис — «БОГДАН-ІГОР АНТОНИЧ».

## Автори

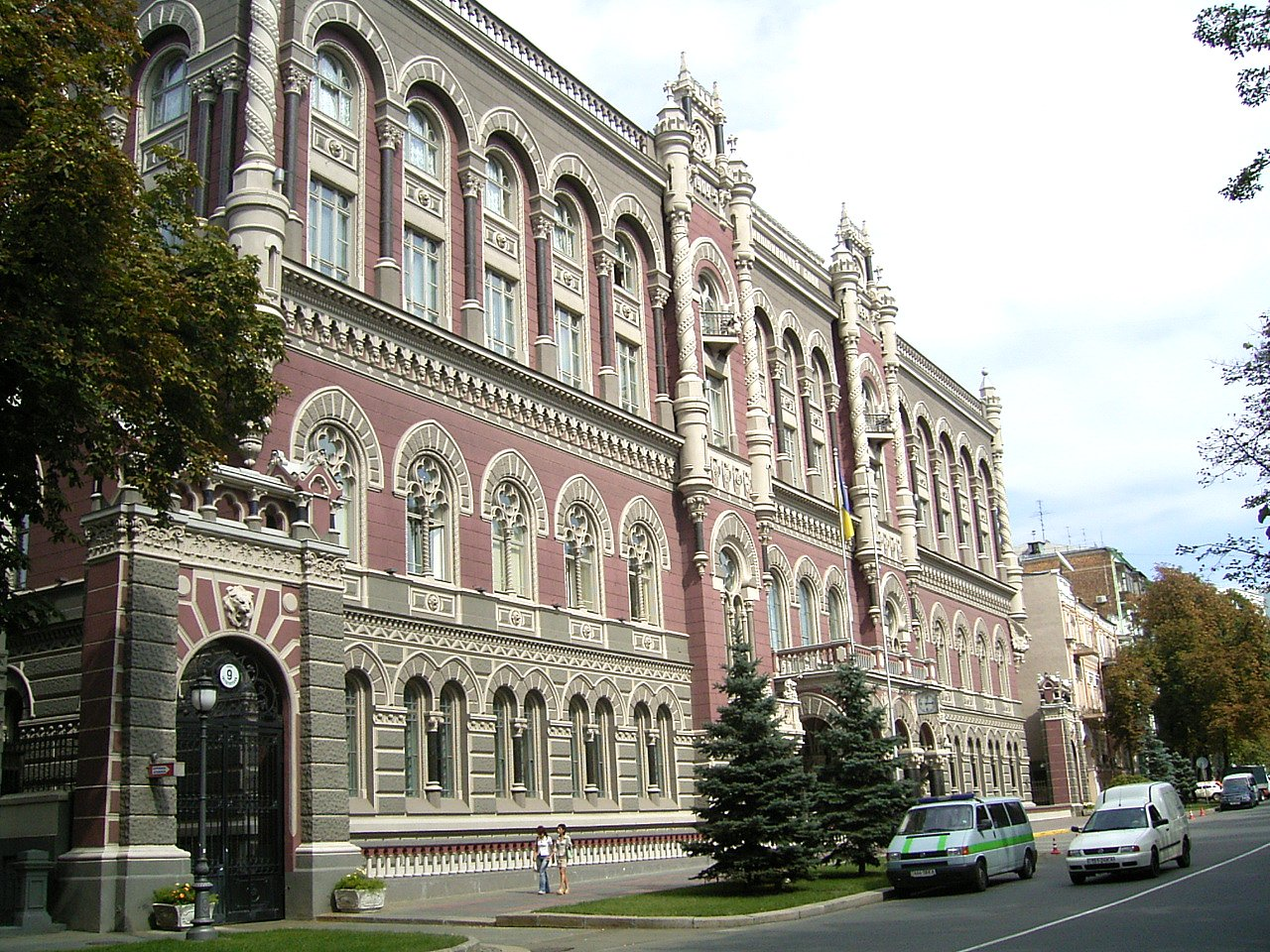
Будівля Національного банку України

- Художники: Таран Володимир, Харук Олександр, Харук Сергій.
- Скульптор — Атаманчук Володимир.

## Вартість монети
Ціна монети — 15 гривень, була зазначена на сайті Національного банку України 2011 року.
Фактична приблизна вартість монети з роками змінювалася так:
| Рік        | 2010 | 2011 | 2012 | 2013 | 2014 | 2015 | 2016 | 2017 | 2018 | 2019 | 2020 | 2021 | 2022 | 2023 | 2024 | 2025 |
| ---------- | ---- | ---- | ---- | ---- | ---- | ---- | ---- | ---- | ---- | ---- | ---- | ---- | ---- | ---- | ---- | ---- |
| Ціна, грн. | 17   | 20   | 20   | 20   | 25   | 30   | 30   | 40   | 45   | 50   | 50   | 50   | 55   | 95   | 120  | 140  |